# Warped Tour
Warped Tour foi uma turnê de rock itinerante que percorreu os Estados Unidos e o Canadá todo verão de 1995 até 2019. Foi o maior festival de música itinerante dos Estados Unidos e o festival de música de maior duração na América do Norte. O festival visitou a Austrália de 1998 a 2002 e novamente em 2013.
Após a primeira Warped Tour, a fabricante de calçados para skate Vans tornou-se a principal patrocinadora da turnê, passando então a ser conhecida como Vans Warped Tour. Embora a Vans tenha continuado como patrocinadora principal e emprestado seu nome ao festival, outros patrocinadores também participaram, com palcos ou outros aspectos do festival sendo nomeados em homenagem a eles ocasionalmente.
A Warped Tour foi concebida por Kevin Lyman como um festival alternativo de rock, mas depois começou a se concentrar na música punk rock. Embora fosse principalmente um festival de punk rock, abrangeu diversos gêneros ao longo dos anos.
Lyman disse que a Vans Warped Tour de 2018 seria a última turnê completa em todo os EUA. Em 18 de dezembro de 2018, Lyman revelou detalhes sobre o 25º aniversário da turnê, com apenas três eventos em 2019.
Em novembro de 2019, rumores se espalharam de que Chris Fronzak planejava trazer de volta a Warped Tour após a aposentadoria de Lyman. Em 4 de outubro de 2020, Fronzak confirmou sua intenção de estar envolvido no retorno da turnê; no entanto, "por razões legais, não poderia voltar por "três anos ou mais."

## Visão Geral
O cronograma de apresentações para a parada de 10 de agosto de 2010 em Chula Vista, Califórnia, detalhando os palcos e horários de cada banda. Os horários das apresentações eram determinados no dia do show e eram divulgados para os participantes em um grande quadro inflável.
Os horários das bandas e as apresentações eram postados em uma instalação inflável e estavam disponíveis em formato impresso para compra em um estande de informações no local.
Todos os anos havia uma "BBQ Band". Em troca do privilégio de tocar na turnê, a BBQ Band preparava o churrasco pós-show para as bandas e a equipe na maioria das noites. Bandas anteriores que foram BBQ Bands incluíam Dropkick Murphys, Art of Shock e "The Fabulous Rudies".[carece de fontes?] Da mesma forma, uma banda, Animo (anteriormente DORK), foi autorizada por quatro anos a tocar na turnê em troca de trabalhar na equipe de montagem. A "BBQ Band" para a turnê de 2016 foi Reckless Serenade.
A turnê começou como uma turnê de skate punk e ska, mas depois passou a apresentar amplamente bandas de pop punk e metalcore. Algumas bandas de hardcore e street punk também participaram, como the Casualties, The Unseen e Anti-Flag.
A turnê não seguia um formato fixo; cada local de show ditava um layout diferente. O evento era montado no início da manhã e desmontado no final do mesmo dia. Ao entrar no Canadá, um ônibus transportava suprimentos, enquanto outro ônibus carregava equipamentos não necessários durante a breve passagem pela fronteira.
Citando questões como problemas de transporte para menores e a demografia do público tendendo a ser mais jovem a cada ano, Kevin Lyman decidiu permitir que os pais assistissem às apresentações da Warped Tour gratuitamente a partir de 2013. Os pais tinham seu próprio espaço de descanso, conhecido como Reverse Day Care. Os adultos podiam passar o dia esperando seus filhos na tenda Reverse Day Care, que oferecia assentos confortáveis, além de ventiladores ou dispositivos de resfriamento para manter os pais ocupados durante o festival.

## História
A Warped Tour foi criada em 1995 por Kevin Lyman e Ray Woodbury, presidente da RK Diversified Entertainment, em parceria com a efêmera Warp Magazine e a Creative Artists Agency. A turnê começou em 21 de junho no Idaho Center em Boise, Idaho, e terminou em 18 de agosto em Detroit, Michigan.
A turnê geralmente acontecia em locais ao ar livre, embora em raras ocasiões fosse realizada em ambientes fechados. Em 1996, devido a problemas com o local do evento, o show foi forçado a se mudar para dentro do The Capitol Ballroom nightclub em Washington, D.C.
1996 foi o primeiro ano com a Vans como patrocinadora; eles permaneceram como patrocinadores principais a partir de então.
Em 1997, a Vans Warped Tour se tornou internacional e incluiu locais na Europa, Japão, Canadá e Estados Unidos.
Em 1999, a turnê começou o novo ano na Nova Zelândia, Austrália e Havaí. Após uma pausa, retomou sua turnê norte-americana nos Estados Unidos Continentais durante o verão, antes de terminar a turnê na Europa.
Em 2009, os dois palcos principais foram condensados em um e as bandas receberam sets de 40 minutos, em vez dos tradicionais 30 minutos nos dois palcos anteriores. Apesar disso, a turnê decidiu trazer de volta o conceito de dois palcos principais com sets de 35 minutos a partir da turnê de 2012.
Em 2012, a Warped Tour viajou para Londres, a primeira vez que a turnê deixou a América do Norte ou a Austrália desde 2002. No Reino Unido e na Europa, a Warped Tour foi operada pelo promotor inglês Kilimanjaro Live. A Warped Tour retornou a Londres em 2015.

## Bandas
- 3OH!3
- 5606
- AFI
- After Midnight Project
- Agent Orange
- Aiden
- Alamance
- Alesana
- Alexisonfire
- Alkaline Trio
- All That Remains
- AM Taxi
- American Sixgun
- Anarbor
- Andrew W.K.
- Angry Samoans
- Anti-Flag
- April Chase
- Artist Vs Poet
- Assorted Jelly Beans
- Attack Attack!
- Automatic Loveletter
- Avenged Sevenfold
- Beacher's Madhouse
- Beartooth
- Big D and the Kids Table
- Brass Tackz
- Black Veil Brides
- Blessthefall
- Blink-182
- Breathe Carolina
- Breathe Electric
- Bring Me The Horizon
- Burning Empires
- Call The Cops
- Callback California
- Chase Long Beach
- CKY
- Close Your Eyes
- Closure in Moscow
- Cobra Skulls
- Columbyne
- Conditions
- Confide
- Crookedhook
- Crown The Empire
- Cherri Bomb
- Deals Gone Bad
- Deas Vail
- Death Punch
- Dickies
- Dinner And A Suit
- Dirty Little Rabbits
- Disco Curtis
- DIVE
- Dropkick Murphys
- Drowning Scarlett
- Dustin Jones and The Rising Tide
- Echo Movement
- Eddie Rap Life
- Emarosa
- Emmure
- Enter Shikari
- Ever Since
- Everclear
- Every Time I Die
- Eyes Set To Kill
- Face To Face
- Fake Problems
- Falling in Reverse
- Far From Finished
- FEAR
- Fight Fair
- Fit For Rivals
- Flatfoot 56
- For Today
- Four Year Strong
- FunkyJahPunkys
- Gardening Not Architecture
- GBH
- Go Action Team
- GOGO13
- Green Jelly
- Hands Like Houses
- HaSkaLA
- Haste The Day
- Hey Monday
- His Name Was Iron
- Hollywood Heartthrob
- Hope For AM
- Hot Chelle Rae
- Hounds and Harlots
- I Can Make A Mess Like Nobodys Business
- I See Stars
- Ice Nine Kills
- In Fear and Faith
- Isonia
- ivy league
- iwrestledabearonce
- Jack Grisham and the West Coast Dukes
- Kaile Goh
- Kallahan
- Kelsey And The Chaos
- Killswitch Engage
- Knock-Out
- Last Call Chernobyl
- Left Alone
- Letters Burning
- Longway
- Lovers Drugs
- Manic Hispanic
- Maxwell Smart
- Mayday Parade
- Medium Troy
- Memphis May Fire
- Middle Finger Salute
- Mike Posner
- Monkey
- Motion City Soundtrack
- Motionless In White
- Mr Fork In The Eye
- MxPx
- Natural High
- Neo Geo
- NeverShoutNever
- New Found Glory
- New Years Day
- Of Mice and Men
- Our Last Night
- OUTERNATIONAL
- Paramore
- Parkway Drive
- Passafire
- Pennywise
- Pierce The Veil
- Polar Bear Club
- Real Friends
- Reel Big Fish
- Secrets
- Set Phasers To Stun
- Set Your Goals
- ShiraGirl
- Shorelines End
- Simple Plan
- SKRILMO
- Sleeping With Sirens
- Sparks The Rescue
- Speakeasy Tiger
- Spider Rockets
- Spinlight City
- Street Sweeper Social Club
- Streetlight Manifesto
- Suicide Silence
- Sum 41
- Swingin Utters
- Terrible Things
- Tess Dunn
- Testing For Echo
- The Adolescents
- The All-American Rejects
- The B Foundation
- The Banana Convention
- The Bots
- The Bouncing Souls
- The Cab
- The Casualties
- The Chase
- The Color Morale
- The Devil Wears Prada
- The Darlings
- The Dillinger Escape Plan
- The Downtown Fiction
- The Early Strike
- The Fabulous Rudies
- The Flatliners
- The Frantic
- The Goodbye Soundscape
- The Impalers
- The Jukebox Romantics
- The Maine
- The Mighty Regis
- The Mission District
- The New Cities
- The Offspring
- The Pretty Reckless
- The Reverend Peytons Big Damn Band
- The Rocket Summer
- The Scary Mondelos
- The Skank Agents
- The Snips
- The Sparring
- The Summer Set
- The Swellers
- The Untouchables
- The Uptones
- The Upwelling
- The Voodoo Glow Skulls
- The Wonder Years
- The Word Alive
- The Yellow Team
- This Time Next Year!
- Tip The Van
- Tomorrows Bad Seeds
- Trial By Combat
- VersaEmerge
- Victory In Numbers
- Volcanoless In Canada
- Walk Off The Earth
- We Are The In Crowd
- We Came As Romans
- We The Kings
- Whitechapel
- You Me At Six

## Álbuns de compilação oficiais
| Ano  | Título                                             |
| ---- | -------------------------------------------------- |
| 1996 | Vans Warped Music Sampler 1996                     |
| 1997 | Vans Warped Tour '97 Presents Punk-O-Rama Vol. 2.1 |
| 1998 | A Compilation of Warped Music                      |
| 1999 | A Compilation of Warped Music II                   |
| 2000 | World Warped III Live                              |
| 2001 | Warped Tour 2001 Tour Compilation                  |
| 2002 | Warped Tour 2002 Tour Compilation                  |
| 2003 | Warped Tour 2003 Tour Compilation                  |
| 2004 | Warped Tour 2004 Tour Compilation                  |
| 2005 | Warped Tour 2005 Tour Compilation                  |
| 2006 | Warped Tour 2006 Tour Compilation                  |
| 2007 | Warped Tour 2007 Tour Compilation                  |
| 2008 | Warped Tour 2008 Tour Compilation                  |
| 2009 | Warped Tour 2009 Tour Compilation                  |
| 2010 | Warped Tour 2010 Tour Compilation                  |
| 2011 | Warped Tour 2011 Tour Compilation                  |
| 2012 | Warped Tour 2012 Tour Compilation                  |
| 2013 | Warped Tour 2013 Tour Compilation                  |
| 2014 | Warped Tour 2014 Tour Compilation                  |
| 2015 | Warped Tour 2015 Tour Compilation                  |
| 2016 | Warped Tour 2016 Tour Compilation                  |
| 2017 | Warped Tour 2017 Tour Compilation                  |
| 2018 | Warped Tour 2018 Tour Compilation                  |